# Nouvelle prison Bilibid
La nouvelle prison Bilibid est la principale prison des Philippines. Elle se situe au sud de la capitale, Manille. Le nom Bilibid n'est pas un toponyme, il signifie simplement prison en tagalog.

## Histoire
Une première prison fut construite sur ce site pendant la domination espagnole. Elle entre en service en 1866. Elle continue à être utilisée sous l'occupation américaine, où elle devient une vitrine du système pénal colonial américain. Les bâtiments actuels sont construits en 1936.

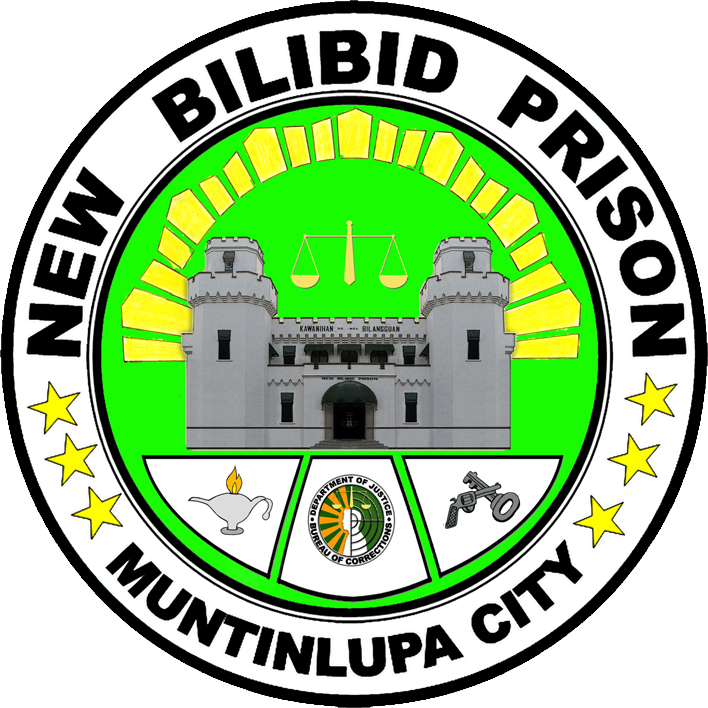
logo de la prison

Pendant l'occupation japonaise, la prison devient un camp de concentration où les Japonais enferment aussi bien des Philippins opposés à l'occupation (souvent en transit vers des camps de travail au Japon), que des prisonniers de guerre américains. Elle redevient après la guerre, et jusqu'à nos jours, une prison de droit commun.

## Conditions de détentions
Massivement surpeuplée, la prison est dans une situation sanitaire médiocre : environ 20 % des détenus, soit environ 5 000, y trouvent la mort chaque année selon une enquête de CNN, la tuberculose étant la première cause de décès.